# Custer County (Nebraska)
Custer County is een county in de Amerikaanse staat Nebraska.
De county heeft een landoppervlakte van 6.671 km² en telt 11.793 inwoners (volkstelling 2000). De hoofdplaats is Broken Bow.

## Bevolkingsontwikkeling

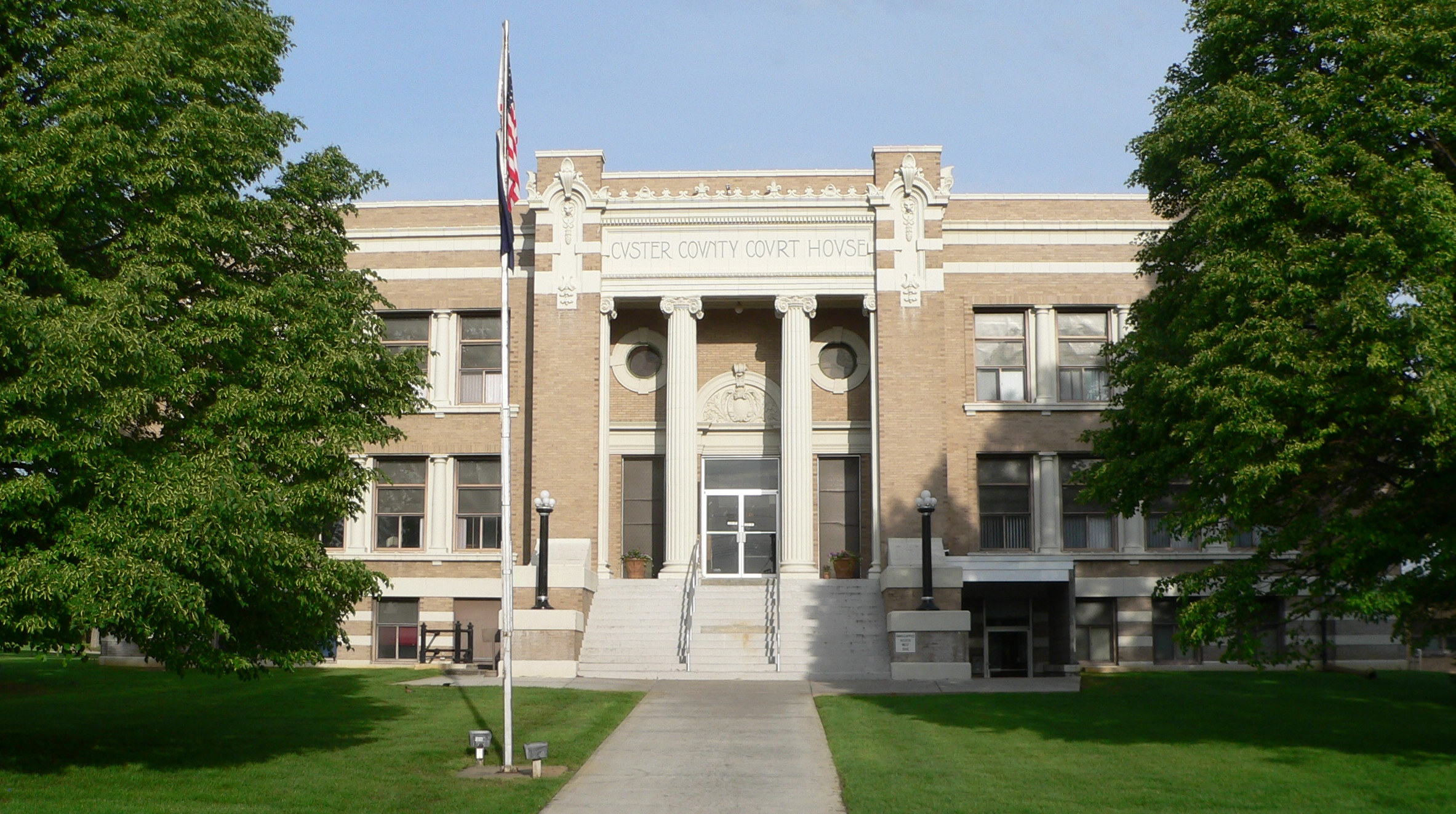
Custer County Courthouse